# Passacaille
Pour les articles homonymes, voir Passacaille (homonymie).
La passacaille est une forme musicale pratiquée aux XVIIe et XVIIIe siècles et une danse.

## Origine
Initialement, la passacaille est une forme musicale populaire lente, à trois temps, importée d'Inde en Espagne à la Renaissance par les marins[réf. nécessaire]. Elle est jouée par des musiciens ambulants (comme le dénote son étymologie : pasar por la calle).
Transplantée dans d'autres pays d'Europe, elle devient une danse prisée par la noblesse. C'est alors une pièce stylisée, à trois temps, au rythme lent, parfois un peu solennel, qui peut atteindre des proportions importantes. Cette forme de passacaille développe des variations à partir d'un thème couplé à une basse obstinée (basse constituée de quelques notes répétées jusqu'à la fin de la pièce ; un exemple célèbre est la Passacaille pour orgue en ut mineur de Jean-Sébastien Bach.

## Formes
À ce stade de son évolution, elle est indiscernable de la chaconne, car les noms semblent interchangeables selon les compositeurs : Louis Couperin intitule une de ses pièces « chaconne ou passacaille » ; François Couperin fait de même dans sa première suite pour viole (passacaille ou chaconne) et évite la question en nommant une de ses compositions pour clavecin  L'amphibie ; une des différences, selon Mattheson et d'Alembert, serait que la passacaille est plus lente que la chaconne.
Ces deux pièces sont construites selon trois procédés qui peuvent se combiner :
- le rondeau (un refrain répété entre des couplets variés) ;
- la variation mélodique ou rythmique ;
- la basse obstinée (motif thématique répété à la basse qui peut parfois passer aux voix supérieures dans la passacaille).

La passacaille, comme la chaconne est utilisée de façon occasionnelle dans la suite de danses, dont elle est presque toujours la pièce finale. Elle est également utilisée en France comme morceau final des pièces lyriques importantes : tragédies lyriques, opéras-ballets. Mozart, en 1781, insère une passacaille dans son opera seria Idoménée.
Mais cette forme musicale est délaissée pendant près d'un siècle et demi, avant de refaire une apparition grandiose dans le dernier mouvement de la 4e Symphonie de Johannes Brahms. Ce dernier ne nomme pas le mouvement « passacaille », mais utilise un motif de basse obstinée trouvé dans la cantate no 150 de Bach : Nach dir, Herr, verlanget mich.
En Angleterre, au XVIIe siècle, le ground est une forme similaire à la passacaille et à la chaconne. Ces trois formes (ground, passacaille, chaconne) reposent sur le principe de l’ostinato, basse obstinée. On trouve un exemple de ground dans l'aria de la mort de Didon, dans l'opéra de chambre Didon et Énée de Purcell (mais c'est un lamento, pas une passacaille).
Durant le XXe siècle, la passacaille est à nouveau employée.

## Quelques passacailles remarquables

### XVIIeetXVIIIesiècles
- Homo fugit velut umbra. Passacaglia della vita (L'Homme fuit comme l'ombre. Passacaille de la vie), attribuée à Stefano Landi
- Pour orgue : Jean-Sébastien Bach, Passacaille et fugue en do mineur BWV 582, le chef-d'œuvre du genre. Mais l'on trouve également une Passacaglia pour orgue (BuxWV 161 en ré mineur) sous la plume de Dietrich Buxtehude (1637-1707), compositeur nord-allemand qui a eu une très grande influence sur Jean-Sébastien Bach. Dans la Passacaille en do mineur de Bach, on retrouve clairement le souvenir de celle en ré mineur de Buxtehude. Dietrich Buxtehude nous a également laissé pour l'orgue deux ciaconas (chaconnes, formes voisines de la passacaille). Georg Muffat (1653-1704) a aussi composé une monumentale Passacaglia à 24 variations, partie de son recueil Apparatus musico-organisticus. Enfin, n'oublions pas de mentionner Johann Pachelbel (1653-1706) qui a lui aussi écrit pour l'instrument d'église cinq chaconnes.
- Pour clavecin : 
  - Girolamo Frescobaldi : Cento partite sopra passacagli du recueil de 1637 ;
  - Bernardo Storace : 4 Passacagli (Selva di varie compositioni...) ;
  - Louis Couperin : Passacailles en sol mineur et en do majeur (Manuscrit Bauyn) ;
  - Jean-Henry d'Anglebert : Passacaille en sol mineur ;
  - François Couperin : Passacaille en si mineur du 8e ordre (second livre) ;
  - Georg Friedrich Haendel : Passacaille de la suite pour clavecin no 7 en sol mineur.
- Pour chitarrone : Johannes Hieronymus Kapsberger : Passacaille en la, Libro Quarto d'Intavolatura di Chitarone, Rome 1640
- Pour viole :  François Couperin : Passacaille ou chaconne de la première suite
- Pour violon seul : Heinrich Biber : Passacaille en sol mineur concluant le cycle des 15 Sonates sur les mystères du rosaire
- Pour orchestre :
  - Georg Muffat : Sonate no 5 de l'Armonico tributo
  - Mozart : Passacaille en mi bémol majeur d'Idomeneo, Re di Creta, KV 367
- Pour orchestre et chœurs :
  - Jean-Baptiste Lully : Grande passacaille d'Armide (acte V) ;
  - Lully : Passacaille d'Acis et Galatée (acte III) ;
  - Henry Purcell : Passacaille « How happy the lover... » de l'opéra King Arthur (acte IV).
  - Marc Antoine Charpentier : Magnificat à trois voix égales, deux violons et basse continue.

### XIXesiècle
- Finale de la Troisième symphonie de Beethoven
- Finale de la Quatrième symphonie de Brahms
- Finale des Variations sur un thème de Haydn de Brahms

### XXeetXXIesiècles
- Passacaglia sur un thème de Haendel, pour violon et alto en sol mineur de Johan Halvorsen
- Passacaille pour orchestre op. 1 d'Anton Webern
- Panathenaenzug op. 74, « études symphoniques dans la forme passacaille pour piano (main gauche) et orchestre » en si bémol majeur de Richard Strauss
- Passacaille pour piano en si mineur de Leopold Godowsky
- Passacaille pour piano en sol mineur op. 52 de Gabriel Pierné
- Suite mi mineur op. 16 « Passacaille » de Max Reger
- Premier mouvement de la symphonie no 1 d'Henri Dutilleux
- Passacaille. Très large, troisième mouvement du trio pour piano, violon et violoncelle de Maurice Ravel
- Troisième mouvement du concerto pour violon no 1, op. 99, de Dmitri Chostakovitch
- Quatrième mouvement de la symphonie pour violoncelle et orchestre, op. 68, de Benjamin Britten
- Dernier mouvement de la suite pour violoncelle no 3, op. 87, de Britten
- Quatrième interlude de l'opéra Peter Grimes, de Britten
- Passacaglia pour deux pianos, AST 96, de Mikis Theodorakis
- Passacaglia pour orchestre, de Goffredo Petrassi
- Passacaglia et fugue pour trio à cordes, de Hans Krása
- Passacaglia en mi bémol mineur, op. 6, d'Ernst von Dohnányi
- Passacaglia et variations pour violon de Thierry De Mey
- Passacaglia, Toccata a Corale, troisième mouvement du concerto pour orchestre de Witold Lutosławski
- Passacaglia pour timbales et orchestre de chambre de Walter Susskind
- Passacaglia on an Old English Tune pour alto (ou violoncelle) et piano de Rebecca Clarke
- Passacaille TGM, op. 3, de Miloslav Kabeláč
- Mystère du temps, passacaille pour grand orchestre, op. 31, de Miloslav Kabeláč
- Interlude séparant les deux scènes du deuxième acte de Lady Macbeth de Mzensk de Chostakovitch
- Passacaglia und Fuge pour orgue, op. 42, de Flor Peeters
- Passacaille du quatrième mouvement de la symphonie no 8, op. 65, de Chostakovitch
- Passacaille du quatrième mouvement de la symphonie no 5 de Ralph Vaughan Williams
- Passacaille sur le nom de Flor Peeters pour orgue de Gaston Litaize
- Passacaille à la mémoire d'Arthur Honegger de Maurice Jarre
- Passacaglia concertante pour hautbois et orchestre de Sándor Veress
- Passacaille sur DSCH, de Ronald Stevenson
- Passacaille pour orgue, op. 63, de Jacques Leduc
- Passacaglia ungherese pour clavecin, de György Ligeti
- Passacaglia pour flûte, clarinette, et quatuor à cordes de Lorenzo Ferrero
- Quatrième mouvement Passacaglia. Allegro moderato de la symphonie no 3 de Krzysztof Penderecki
- Passacaglia, deuxième mouvement des Tres piezas espanolas pour guitare de Joaquín Rodrigo
- Passecaille ligure pour orchestre d'Henri-Claude Fantapié
- Passacaille pour Tokyo de Philippe Manoury
- Passacaglia d'Arvo Pärt
- Serenata Passacaglia, 2007 d'Ennio Morricone. Per Orchestra di plettro.

## Dans la musique populaire
- Le groupe de rock britannique Pink Floyd utilise la passacaille dans « A Saucerful of Secrets », chanson incluse dans son album homonyme de 1968.
- « Passacaglia » est le 24e morceau de la bande originale de la saison 1 de la série télévisée Battlestar Galactica, composée par Bear McCreary (2005).